# غار آباده
غار آباده مربوط به دوره ساسانیان - سده‌های اولیه دوران‌های تاریخی پس از اسلام است و در شهرستان دنا، بخش مرکزی، ۳ کیلومتری شمال شرقی روستای توت نده واقع شده و این اثر در تاریخ ۲۷ بهمن ۱۳۸۷ با شمارهٔ ثبت ۲۴۶۷۲ به‌عنوان یکی از آثار ملی ایران به ثبت رسیده است.